# Bartosz Bereszyński
Bartosz Bereszyński (Poznań, 12 juli 1992) is een Pools voetballer die doorgaans speelt als rechtsback. In juli 2025 verliet hij Sampdoria. Bereszyński maakte in 2013 zijn debuut in het Pools voetbalelftal.

## Clubcarrière
Bereszyński speelde in de jeugd van Warta Poznań en verruilde die later voor Lech Poznań. Voor die club maakte hij ook zijn debuut en in het seizoen 2009/10 speelde hij in twee competitiewedstrijden mee. Het seizoen erop kwam de vleugelverdediger niet in actie en daarna werd hij verhuurd aan Warta, waar hij een vaste basisspeler was. Na zijn terugkeer speelde hij wel meer wedstrijden en na een half jaar nam Legia Warschau hem over.
In de laatste wedstrijd van de groepsfase van de UEFA Europa League, op bezoek bij Apollon Limasol (0–2 winst) kreeg Bereszyński van scheidsrechter Robert Schörgenhofer een rode kaart. Na deze uitsluiting schorste de UEFA hem voor drie Europese wedstrijden. Die gingen pas vanaf het seizoen erna in. In de tweede voorronde bleef hij twee wedstrijden langs de kant en de ronde erop speelde hij niet toen thuis met 4–1 gewonnen werd van Celtic. In de terugwedstrijd viel hij vier minuten voor het einde van de wedstrijd in voor Michał Żyro. Legia won het duel met 0–2. Doordat de Poolse club echter vergeten was Bereszyński in te schrijven voor de tweede voorronde, telde zijn schorsing hier nog niet mee. Daardoor was hij eigenlijk nog geschorst in de wedstrijd tegen Celtic, waardoor de score om werd gezet in 3–0 voor de Schotten, die daardoor doorgingen naar de volgende ronde.
In januari 2017 maakte de Poolse verdediger de overstap naar Sampdoria. Bij de Italiaanse club zette hij zijn handtekening onder een verbintenis voor de duur van vierenhalf jaar. In april 2018 verlengde Bereszyński zijn contract met twee seizoenen tot medio 2023. Napoli huurde de Poolse verdediger in januari 2023 voor een half seizoen met een optie tot koop. Hij werd kampioen met Napoli. Het seizoen erop huurde Empoli de verdediger.

## Clubstatistieken
| Seizoen | Club           | Competitie  | Competitie | Competitie | Beker | Beker | Internationaal | Internationaal | Totaal | Totaal |
| Seizoen | Club           | Competitie  | Wed.       | Dlp.       | Wed.  | Dlp.  | Wed.           | Dlp.           | Wed.   | Dlp.   |
| ------- | -------------- | ----------- | ---------- | ---------- | ----- | ----- | -------------- | -------------- | ------ | ------ |
| 2009/10 | Lech Poznań    | Ekstraklasa | 2          | 0          | 0     | 0     | —              | —              | 2      | 0      |
| 2010/11 | Lech Poznań    | Ekstraklasa | 0          | 0          | 0     | 0     | 0              | 0              | 0      | 0      |
| 2011/12 | → Warta Poznań | I Liga      | 27         | 1          | 0     | 0     | —              | —              | 27     | 1      |
| 2012/13 | Lech Poznań    | Ekstraklasa | 11         | 1          | 1     | 0     | 3              | 0              | 15     | 0      |
| 2012/13 | Legia Warschau | Ekstraklasa | 12         | 0          | 0     | 0     | —              | —              | 12     | 0      |
| 2013/14 | Legia Warschau | Ekstraklasa | 18         | 1          | 1     | 0     | 8              | 0              | 27     | 1      |
| 2014/15 | Legia Warschau | Ekstraklasa | 16         | 0          | 3     | 0     | 1              | 0              | 20     | 0      |
| 2015/16 | Legia Warschau | Ekstraklasa | 16         | 0          | 4     | 0     | 8              | 0              | 28     | 0      |
| 2016/17 | Legia Warschau | Ekstraklasa | 11         | 0          | 1     | 0     | 9              | 0              | 21     | 0      |
| 2016/17 | Sampdoria      | Serie A     | 13         | 0          | 1     | 0     | —              | —              | 14     | 0      |
| 2017/18 | Sampdoria      | Serie A     | 31         | 0          | 0     | 0     | —              | —              | 31     | 0      |
| 2018/19 | Sampdoria      | Serie A     | 27         | 0          | 1     | 0     | —              | —              | 28     | 0      |
| 2019/20 | Sampdoria      | Serie A     | 28         | 0          | 1     | 0     | —              | —              | 29     | 0      |
| 2020/21 | Sampdoria      | Serie A     | 31         | 1          | 1     | 0     | —              | —              | 32     | 1      |
| 2021/22 | Sampdoria      | Serie A     | 35         | 0          | 2     | 0     | —              | —              | 37     | 0      |
| 2022/23 | Sampdoria      | Serie A     | 15         | 0          | 1     | 0     | —              | —              | 16     | 0      |
| 2022/23 | → Napoli       | Serie A     | 3          | 0          | 1     | 0     | 4              | 0              | 4      | 0      |
| 2023/24 | Sampdoria      | Serie B     | 1          | 0          | 1     | 0     | —              | —              | 2      | 0      |
| 2023/24 | → Empoli       | Serie A     | 24         | 0          | 0     | 0     | —              | —              | 24     | 0      |
| 2024/25 | Sampdoria      | Serie B     | 21         | 0          | 2     | 0     | —              | —              | 23     | 0      |
| Totaal  | Totaal         | Totaal      | 342        | 4          | 21    | 0     | 29             | 0              | 392    | 4      |

Bijgewerkt op 9 juli 2025.

## Interlandcarrière
Bereszyński maakte zijn debuut in het Pools voetbalelftal op 4 juni 2013, toen door doelpunten van Artur Sobiech en Maciej Rybus in een vriendschappelijke wedstrijd met 2–0 gewonnen werd van Liechtenstein. De vleugelverdediger mocht van bondscoach Waldemar Fornalik in de rust invallen voor Bartosz Salamon. De andere Poolse debutant dit duel was Piotr Zieliński (Udinese). In 2018 was Bereszyński onderdeel van de Poolse selectie op het WK 2018. Hier werd Polen in de groepsfase uitgeschakeld na nederlagen tegen Senegal (2–1) en Colombia (3–0) en een overwinning op Japan (0–1). De rechtsback speelde in alle drie de wedstrijden mee. Zijn toenmalige teamgenoten Lucas Torreira (Uruguay), Ivan Strinić (Kroatië), Karol Linetty en Dawid Kownacki (beiden eveneens Polen) waren ook actief op het eindtoernooi.
Bereszyński werd in mei 2021 door bondscoach Paulo Sousa opgenomen in de selectie voor het uitgestelde EK 2020. Op dit toernooi werd Polen uitgeschakeld in de groepsfase, na nederlagen tegen Slowakije (1–2) en Zweden (3–2) en een gelijkspel tegen Spanje (1–1). Bereszyński speelde in alle drie wedstrijden mee. Zijn toenmalige teamgenoten Mikkel Damsgaard (Denemarken), Jakub Jankto (Tsjechië) en Albin Ekdal (Zweden) waren ook actief op het EK.
In oktober 2022 werd Bereszyński door bondscoach Czesław Michniewicz opgenomen in de Poolse voorselectie voor het WK 2022. Drie weken later werd hij ook opgenomen in de definitieve selectie. Tijdens dit WK werd Polen door Frankrijk uitgeschakeld in de achtste finales nadat in de groepsfase was gelijkgespeeld tegen Mexico, gewonnen van Saoedi-Arabië en verloren van Argentinië. Bereszyński kwam in alle vier duels in actie. Zijn toenmalige clubgenoten Abdelhamid Sabiri (Marokko) en Filip Đuričić (Servië) waren ook actief op het toernooi.
Bereszyński werd in mei 2024 door bondscoach Michał Probierz opgenomen in de voorselectie van Polen voor het EK 2024 in Duisland. Polen werd in de groepsfase uitgeschakeld na nederlagen tegen Nederland (1–2) en Oostenrijk (1–3) en een gelijkspel tegen Frankrijk (1–1). Dawidowicz kwam op het EK in twee duels in actie. Zijn toenmalige clubgenoten Etrit Berisha, Ardian Ismajli (beiden Albanië), Sebastian Walukiewicz (eveneens Polen), Răzvan Marin (Roemenië) waren ook actief op het toernooi.
| Interlands van Bartosz Bereszyński voor Polen | Interlands van Bartosz Bereszyński voor Polen | Interlands van Bartosz Bereszyński voor Polen | Interlands van Bartosz Bereszyński voor Polen | Interlands van Bartosz Bereszyński voor Polen | Interlands van Bartosz Bereszyński voor Polen | Interlands van Bartosz Bereszyński voor Polen |
| №                                             | Datum                                         | Wedstrijd                                     | Uitslag                                       | Competitie                                    | Goals                                         |                                               |
| Als speler bij Legia Warschau                 | Als speler bij Legia Warschau                 | Als speler bij Legia Warschau                 | Als speler bij Legia Warschau                 | Als speler bij Legia Warschau                 | Als speler bij Legia Warschau                 | Als speler bij Legia Warschau                 |
| --------------------------------------------- | --------------------------------------------- | --------------------------------------------- | --------------------------------------------- | --------------------------------------------- | --------------------------------------------- | --------------------------------------------- |
| 1                                             | 4 juni 2013                                   | Polen – Liechtenstein                         | 2 – 0                                         | Vriendschappelijk                             |                                               |                                               |
| 2                                             | 18 januari 2014                               | Noorwegen – Polen                             | 0 – 3                                         | Vriendschappelijk                             |                                               |                                               |
| 3                                             | 14 november 2016                              | Polen – Slovenië                              | 1 – 1                                         | Vriendschappelijk                             |                                               |                                               |
| Als speler bij Sampdoria                      |                                               |                                               |                                               |                                               |                                               |                                               |
| 4                                             | 5 oktober 2017                                | Armenië – Polen                               | 1 – 6                                         | WK 2018 kwalificatie                          |                                               |                                               |
| 5                                             | 8 oktober 2017                                | Polen – Montenegro                            | 4 – 2                                         | WK 2018 kwalificatie                          |                                               |                                               |
| 6                                             | 10 november 2017                              | Polen – Uruguay                               | 0 – 0                                         | Vriendschappelijk                             |                                               |                                               |
| 7                                             | 8 juni 2018                                   | Polen – Chili                                 | 2 – 2                                         | Vriendschappelijk                             |                                               |                                               |
| 8                                             | 12 juni 2018                                  | Polen – Litouwen                              | 4 – 0                                         | Vriendschappelijk                             |                                               |                                               |
| 9                                             | 19 juni 2018                                  | Senegal – Polen                               | 2 – 1                                         | WK 2018                                       |                                               |                                               |
| 10                                            | 24 juni 2018                                  | Colombia – Polen                              | 3 – 0                                         | WK 2018                                       |                                               |                                               |
| 11                                            | 28 juni 2018                                  | Japan – Polen                                 | 0 – 1                                         | WK 2018                                       |                                               |                                               |
| 12                                            | 7 september 2018                              | Italië – Polen                                | 1 – 1                                         | Nations League 2018/19                        |                                               |                                               |
| 13                                            | 11 oktober 2018                               | Polen – Portugal                              | 2 – 3                                         | Nations League 2018/19                        |                                               |                                               |
| 14                                            | 14 oktober 2018                               | Polen – Italië                                | 0 – 1                                         | Nations League 2018/19                        |                                               |                                               |
| 15                                            | 15 november 2018                              | Polen – Tsjechië                              | 0 – 1                                         | Vriendschappelijk                             |                                               |                                               |
| 16                                            | 20 november 2018                              | Portugal – Polen                              | 1 – 1                                         | Nations League 2018/19                        |                                               |                                               |
| 17                                            | 21 maart 2019                                 | Oostenrijk – Polen                            | 0 – 1                                         | EK 2020 kwalificatie                          |                                               |                                               |
| 18                                            | 7 juni 2019                                   | Noord-Macedonië – Polen                       | 0 – 1                                         | EK 2020 kwalificatie                          |                                               |                                               |
| 19                                            | 10 juni 2019                                  | Polen – Israël                                | 4 – 0                                         | EK 2020 kwalificatie                          |                                               |                                               |
| 20                                            | 6 september 2019                              | Slovenië – Polen                              | 2 – 0                                         | EK 2020 kwalificatie                          |                                               |                                               |
| 21                                            | 9 september 2019                              | Polen – Oostenrijk                            | 0 – 0                                         | EK 2020 kwalificatie                          |                                               |                                               |
| 22                                            | 13 oktober 2019                               | Polen – Noord-Macedonië                       | 2 – 0                                         | EK 2020 kwalificatie                          |                                               |                                               |
| 23                                            | 4 september 2020                              | Nederland – Polen                             | 1 – 0                                         | Nations League 2020/21                        |                                               |                                               |
| 24                                            | 7 oktober 2020                                | Polen – Finland                               | 5 – 1                                         | Vriendschappelijk                             |                                               |                                               |
| 25                                            | 11 oktober 2020                               | Polen – Italië                                | 0 – 0                                         | Nations League 2020/21                        |                                               |                                               |
| 26                                            | 14 oktober 2020                               | Polen – Bosnië en Herzegovina                 | 3 – 0                                         | Nations League 2020/21                        |                                               |                                               |
| 27                                            | 11 november 2020                              | Polen – Oekraïne                              | 2 – 0                                         | Vriendschappelijk                             |                                               |                                               |
| 28                                            | 15 november 2020                              | Italië – Polen                                | 2 – 0                                         | Nations League 2020/21                        |                                               |                                               |
| 29                                            | 25 maart 2021                                 | Hongarije – Polen                             | 3 – 3                                         | WK 2022 kwalificatie                          |                                               |                                               |
| 30                                            | 28 maart 2021                                 | Polen – Andorra                               | 3 – 0                                         | WK 2022 kwalificatie                          |                                               |                                               |
| 31                                            | 31 maart 2021                                 | Engeland – Polen                              | 2 – 1                                         | WK 2022 kwalificatie                          |                                               |                                               |
| 32                                            | 1 juni 2021                                   | Polen – Rusland                               | 1 – 1                                         | Vriendschappelijk                             |                                               |                                               |
| 33                                            | 14 juni 2021                                  | Polen – Slowakije                             | 1 – 2                                         | EK 2020                                       |                                               |                                               |
| 34                                            | 19 juni 2021                                  | Spanje – Polen                                | 1 – 1                                         | EK 2020                                       |                                               |                                               |
| 35                                            | 23 juni 2021                                  | Zweden – Polen                                | 3 – 2                                         | EK 2020                                       |                                               |                                               |
| 36                                            | 2 september 2021                              | Polen – Albanië                               | 4 – 1                                         | WK 2022 kwalificatie                          |                                               |                                               |
| 37                                            | 9 oktober 2021                                | Polen – San Marino                            | 5 – 0                                         | WK 2022 kwalificatie                          |                                               |                                               |
| 38                                            | 12 oktober 2021                               | Albanië – Polen                               | 0 – 1                                         | WK 2022 kwalificatie                          |                                               |                                               |
| 39                                            | 12 november 2021                              | Andorra – Polen                               | 1 – 4                                         | WK 2022 kwalificatie                          |                                               |                                               |
| 40                                            | 29 maart 2022                                 | Polen – Zweden                                | 2 – 0                                         | WK 2022 kwalificatie                          |                                               |                                               |
| 41                                            | 1 juni 2022                                   | Polen – Wales                                 | 2 – 1                                         | Nations League 2022/23                        |                                               |                                               |
| 42                                            | 8 juni 2022                                   | België – Polen                                | 6 – 1                                         | Nations League 2022/23                        |                                               |                                               |
| 43                                            | 11 juni 2022                                  | Nederland – Polen                             | 2 – 2                                         | Nations League 2022/23                        |                                               |                                               |
| 44                                            | 22 september 2022                             | Polen – Nederland                             | 0 – 2                                         | Nations League 2022/23                        |                                               |                                               |
| 45                                            | 25 september 2022                             | Wales – Polen                                 | 0 – 1                                         | Nations League 2022/23                        |                                               |                                               |
| 46                                            | 16 november 2022                              | Polen – Chili                                 | 1 – 0                                         | Vriendschappelijk                             |                                               |                                               |
| 47                                            | 22 november 2022                              | Mexico – Polen                                | 0 – 0                                         | WK 2022                                       |                                               |                                               |
| 48                                            | 26 november 2022                              | Polen – Saoedi-Arabië                         | 2 – 0                                         | WK 2022                                       |                                               |                                               |
| 49                                            | 30 november 2022                              | Polen – Argentinië                            | 0 – 2                                         | WK 2022                                       |                                               |                                               |
| 50                                            | 4 december 2022                               | Frankrijk – Polen                             | 3 – 1                                         | WK 2022                                       |                                               |                                               |
| Als speler bij Napoli                         |                                               |                                               |                                               |                                               |                                               |                                               |
| 51                                            | 16 juni 2023                                  | Polen – Duitsland                             | 1 – 0                                         | Vriendschappelijk                             |                                               |                                               |
| 52                                            | 20 juni 2023                                  | Moldavië – Polen                              | 3 – 2                                         | EK 2024 kwalificatie                          |                                               |                                               |
| Als speler bij Empoli                         |                                               |                                               |                                               |                                               |                                               |                                               |
| 53                                            | 7 september 2023                              | Polen – Faeröer                               | 2 – 0                                         | EK 2024 kwalificatie                          |                                               |                                               |
| 54                                            | 10 september 2023                             | Albanië – Polen                               | 2 – 0                                         | EK 2024 kwalificatie                          |                                               |                                               |
| 55                                            | 7 juni 2024                                   | Polen – Oekraïne                              | 3 – 1                                         | Vriendschappelijk                             |                                               |                                               |
| 56                                            | 16 juni 2024                                  | Polen – Nederland                             | 1 – 2                                         | EK 2024                                       |                                               |                                               |
| Als speler bij Sampdoria                      |                                               |                                               |                                               |                                               |                                               |                                               |
| 57                                            | 15 november 2024                              | Portugal – Polen                              | 5 – 1                                         | Nations League 2024/25                        |                                               |                                               |
| 58                                            | 24 maart 2025                                 | Polen – Malta                                 | 2 – 0                                         | WK 2026 kwalificatie                          |                                               |                                               |

Bijgewerkt op 9 juli 2025.

## Erelijst
| Competitie     |                |                                    |                |                |
| Competitie     | Aantal         | Jaren                              |                |                |
| Legia Warschau | Legia Warschau | Legia Warschau                     | Legia Warschau | Legia Warschau |
| -------------- | -------------- | ---------------------------------- | -------------- | -------------- |
| Ekstraklasa    | 4              | 2009/10, 2012/13, 2013/14, 2015/16 |                |                |
| Puchar Polski  | 3              | 2012/13, 2014/15, 2015/16          |                |                |
| Napoli         |                |                                    |                |                |
| Serie A        | 1              | 2022/23                            |                |                |